# Рачки (гміна)
Гміна Рачкі (пол. Gmina Raczki) — сільська гміна у східній Польщі. Належить до Сувальського повіту Підляського воєводства.
Станом на 31 грудня 2011 у гміні проживало 6113 осіб.

## Територія
Згідно з даними за 2007 рік площа гміни становила 142.25 км², у тому числі:
- орні землі: 73.00%
- ліси: 19.00%

Таким чином, площа гміни становить 10.88% площі повіту.

## Населення
Станом на 31 грудня 2011:
| Опис     | Загалом | Загалом | Чоловіки | Чоловіки | Жінки | Жінки |
| -------- | ------- | ------- | -------- | -------- | ----- | ----- |
| одиниця  | осіб    | %       | осіб     | %        | осіб  | %     |
| все      | 6113    | 100     | 3098     | 50.68    | 3015  | 49.32 |
| міське   | 0       | 100     | 0        |          | 0     |       |
| сільське | 6113    | 100     | 3098     | 50.68    | 3015  | 49.32 |

## Сусідні гміни
Гміна Рачкі межує з такими гмінами: Августів, Бакалажево, Велічкі, Каліново, Новінка, Сувалки.